# 切絵図
切絵図（きりえず）とは切図とも呼ばれ、江戸時代から明治にかけ、市街や近郊地域で区切られた絵図（地図）である。単に切絵図と呼ばれた場合、江戸の切絵図をさす場合が多い。切絵図は日本図や国図のように全体を地図に表したものではなく、細かい道筋や大名屋敷の名前なども記入されたもので、携帯可能な住宅地図のように扱われた。

## 江戸切絵図

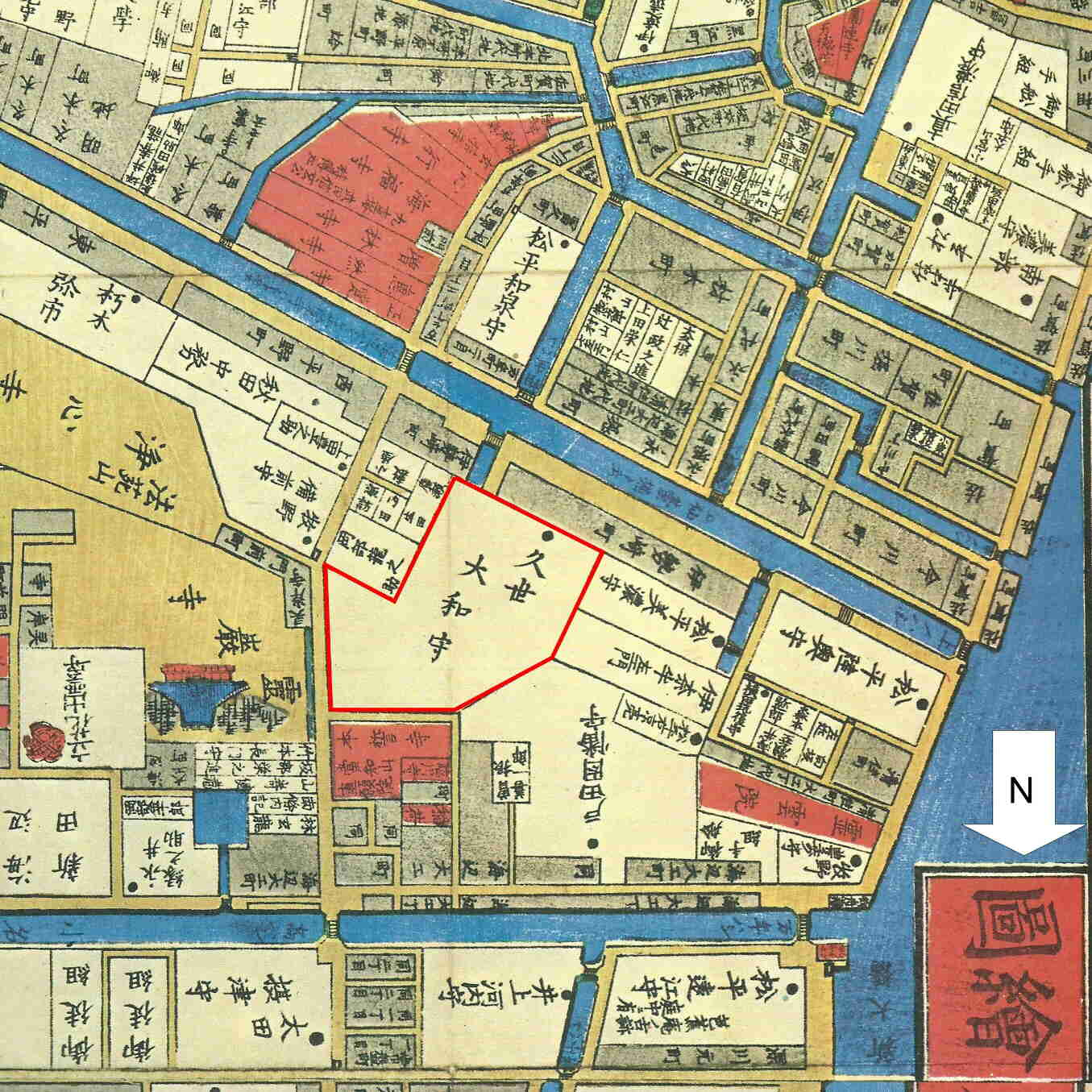
尾張屋版江戸切絵図。久世氏下屋敷周辺（清澄庭園）

宝暦5年（1755年）に吉文字屋により発行された版が切絵図のはじまりとされる。吉文字屋は安永4年（1775年）までに8枚の切絵図を出版した。弘化3年（1846年）には荒物商の近江屋五平により、31図に及んで江戸全体が示された折りたたみ式の切絵図が出版された。
もっとも普及した切絵図としては嘉永2年（1849年）から明治3年（1870年）にかけて絵草子商であった尾張屋清七によって出版された尾張屋版（金鱗堂版）が知られる。尾張屋版は5色で色分けされ、錦絵風の絵が入る鮮やかな切絵図で、3色であった近江屋版より派手なものであった。尾張屋本所絵図ではそれぞれの屋敷が印の形及び、色でその種別がわかるように示され、神社仏閣が赤、町屋が薄墨、道や橋が黄色、川や溝が青、山林や畑が緑となっており、武家屋敷では下屋敷が黒丸、中屋敷が黒四角、上屋敷ではその家紋が描かれた